# مبدأ عدم التدخل (اقتصاد)

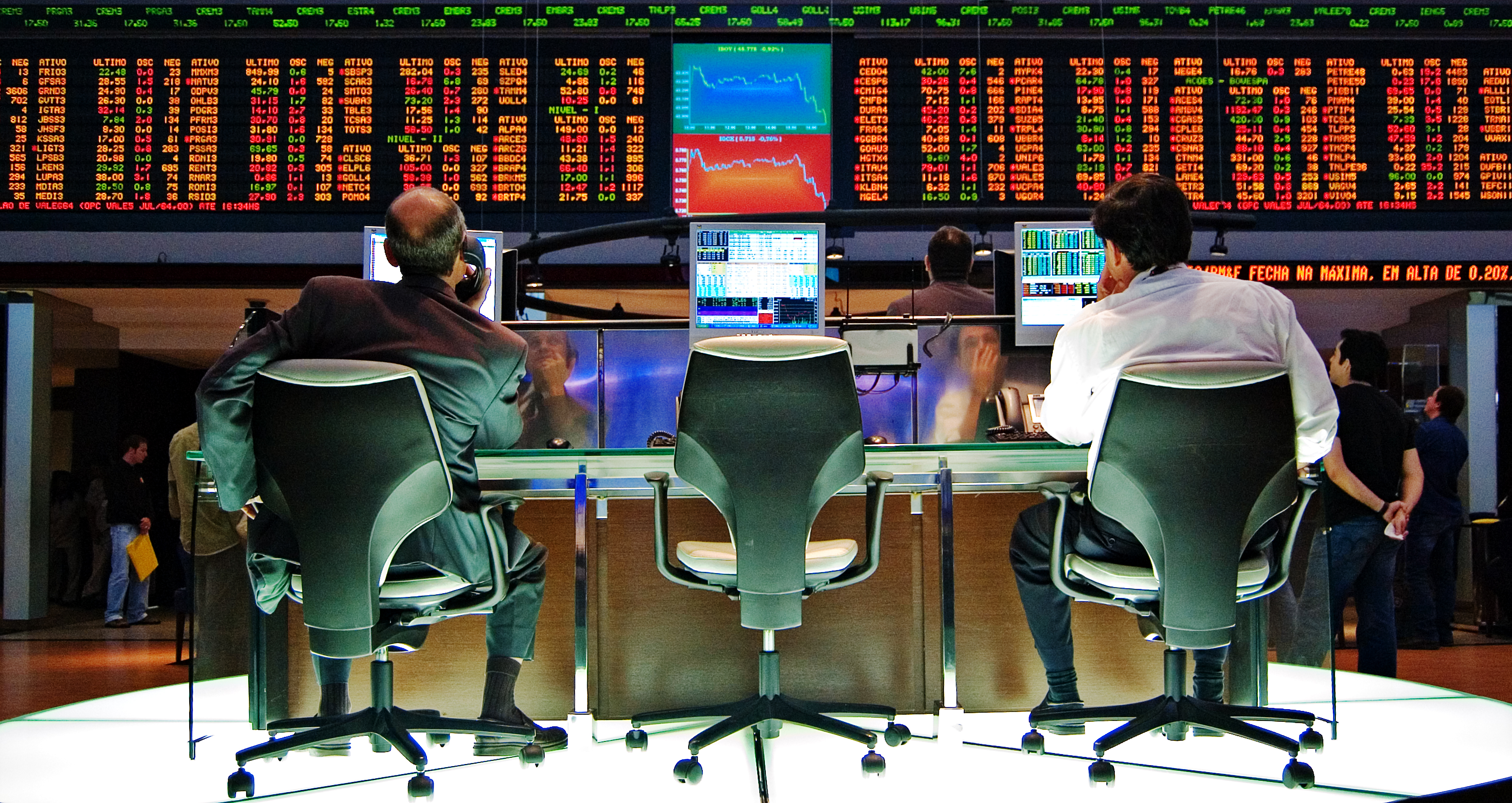

عدم التدخل من تعبير (بالفرنسية: laissez-faire)‏ - وتعني حرفيا «دعه يعمل دعه يمر»، في الاقتصاد، مصطلح يشير إلى ترك الحكومة التجارة دون التدخل فيها، وهو مبدأ رأسمالي تدعمه الليبرالية الاقتصادية حيث ترفض التدخل الحكومي في السوق.
ويعتقد الليبرتاريون أن عدم التدخل في السوق يحقق ازدهارا اقتصاديا أكبر للدولة مقارنة مع النظم الاقتصادية الأخرى كما تعتبر حرية التملك الفردية المطلقة عندهم جزءا من الحرية الشخصية.
يقترح بعض الكتاب بأن مفهوم عدم التدخل الرأسمالي لم يتواجد أبداً في الأسواق البشرية.

## الاستخدام وأصل الكلمة
من المرجح أن مصطلح عدم التدخل نشأ ضمن اجتماع عُقد حوالي العام 1681 بين وزير المالية الفرنسي جان بابتيست كولبير ومجموعة من رجال الأعمال الفرنسيين برئاسة إم. لو جاندر. عندما سأل الوزير الإتجاري كيف يمكن للدولة الفرنسية أن تكون في خدمة التجار وتساعد في تعزيز تجارتهم، أجاب لو جاندر ببساطة: «دع ذلك لنا».

ظهرت حكاية الاجتماع بين كولبير ولو جاندر عام 1751 ضمن مقال في صحيفة جورنال إيكونوميك، كتبه الوزير الفرنسي والمناصر للتجارة الحرة رينيه دي فوييه، ماركي دارجنسون، وكان ذلك أول ظهور معروف للمصطلح في الصحف. استخدام أرجنسون نفسه العبارة في وقت سابق (عام 1736م) ضمن مذكراته الخاصة في لحظة ثوران شهيرة:
دعه يذهب (أو دعه يمر أو عدم التدخل) الذي يجب أن يكون شعار كل القوى العامة، منذ فجر الحضارة (...) إنه مبدأ مكروه على من يريد تعظيم نفسه عبر تحقير جاره. ليس سوى الأشرار وذو القلوب الحاقدة الذين يقتنعون بهذا المبدأ الذي يعارض مصالحهم. لا للتدخل! يا للأسف..[بحاجة لمصدر]
ساهم فينسنت دو غورناي، الفيزيوقراطي الفرنسي (متّبع المذهب الطبيعي) ووكيل التجارة في خمسينيات القرن الثامن عشر في نشر مصطلح «لا للتدخل» حسب زعمه، إذ تبناه من كتابات فرانسوا كسناي عن الصين. خلق كسناي مصطلحي لا للتدخل ودعه يمر، إذ إن لا للتدخل هو ترجمة للمصطلح الصيني وو وي. أيد غورناي بحماس رفع القيود المفروضة على التجارة وإلغاء القيود المفروضة على الصناعة في فرنسا.
مسرورًا بحكاية كولبيرت ولوجاندر، أعاد صياغتها إلى قاعدة مبدئية أكبر: «دعه يعمل دعه يمر». يقول البعض بأن الشعار كان أطول من ذلك: «دعه يعمل، دعه يمر، العالم يسير لوحده!». على الرغم من أن غورناي لم يترك أي مقالة مكتوبة عن أفكاره السياسية الاقتصادية، إلا تمتع بنفوذ شخصي هائل على معاصريه، خصوصًا على زملائة الفيزوقراطيين، الذي نسبوا فكر وشعار عدم التدخل إلى غورناي.
قبل دارجنسون وغورناي، عبر بي. إس. بوسغيلبير عن مصطلح «الطبيعة تأخذ مجراها». عُرف دارجنسون بنفسه خلال حياته بشعار مماثل، لكن أقل شهرة: «لا تحكم كثيرًا». على كل حال، أعطى استخدام غورناي المصطلح وزنًا، إضافة إلى اشتهاره على اليد الفيزوقراطيين[بحاجة لمصدر]

نادى الفيزيوقراطيون بمصطلح عدم التدخل في القرن الثامن عشر في فرنسا، واضعين إياه في صميم مبادئهم الاقتصادية، والاقتصاديون المشهورون، بدءًا من آدم سميث، طوّروا الفكرة. بالفعل، يرتبط مصطلح عدم التدخل بالاقتصاد السياسي الكلاسيكي والفيزيوقراطيين بشكل تقليدي. ينص كتاب «لا للتدخل، والرفاهية العامة» على ما يلي:
أعرب الفيزيوقراطيون، الذين تفاعلوا ضد اللوائح الإتجارية المبالغ بها لفرنسا، عن اعتقادهم «بنظام طبيعي» أو حرية يصب فيها اتباع الأفراد لأنانيتهم في الصالح العام. من وجهة نظرهم، بما أن هذا النظام عمل على أكمل وجه دون تدخل الحكومة، نصحوا الحكومة بتقييد نفسها من أجل دعم حقوق الملكية الخاصة والحرية الفردية، وإزالة كل الحواجز المصطنعة أمام التجارة، وإلغاء كل القوانين التي لا طائل منها.
كسبت العبارة الفرنسية «لا للتدخل» قيمة لها في البلدان الناطقة بالإنجليزية مع انتشار الأدب الفيزيوقراطي في أواخر القرن الثامن عشر. أعاد جورج واتلي عبر كتابه «مبادئ التجارة (بالاشتراك مع بنجامين فرانكلين)» قصّ حكاية كولبيرت ولوجاندر، قد يمثل ذلك أول ظهور للعبارة في المنشورات الإنجليزية.